# Адолф Щьокер
Адолф Щьокер (на немски: Adolf Stoecker) е германски протестантски политик и теолог.

## Идеологически възгледи и обществено-политическа дейност
Щьокер е привърженик на социалната реформа в Германската империя, за постигането на която цел основава на 3 януари 1878 г. в Берлин Християнсоциална работническа партия. В противовес на немските социалдемократи и от консервативни позиции, той цели подобряване състоянието на работничеството и на обществените отношения, но не чрез идваща отвън „реформа“ на съществуващия строй, а чрез фундаментална промяна на убежденията.
Негови идеи са организирането на корпоративната самопомощ и защита правата на работниците, като по този начин се стреми към рехристиянизиране на работниците-протестанти, които отдавна са загубили връзката си с църквата, особено в големите градове. На парламентарните избори през 1878 г. Християнсоциалната работническа партия се представя зле печелейки само 1422 гласа. През 1881 г. Щьокер прекръства партията на Християнсоциална и я лансира като съюзник на германските консерватори, която немска партия и до днес е традиционен съюзник на ХДС. Шьокер иска посредством „социална реформа на християнска основа“ да преодолее „социалната революция“. Воден от политически интереси, той насочва своето движение към икономическия антисемитизъм, отправяйки груби нападки срещу „юдейския дух на мамона“ и на обществената разруха. Щьокер печели привърженици сред мирянските протестантски обществени движения в Германия, установявайки връзки с протестантските работнически движения и Протестантския съюз.
Схващането на Щьокер за църквата се оказва традиционно за времето си, поради което от партията му се оттеглят либералите Фридрих Науман и Адолф Харнак. През 1897 г. отцепниците от неговата партия създават нова формация – Свободна църковносоциална конференция.
Адолф Щьокер е един от учредителите на немската Антисемитска лига.